# Coleophora intexta
Coleophora intexta é uma espécie de mariposa do gênero Coleophora pertencente à família Coleophoridae.